# Let Love In (альбом)
Let Love In — восьмий студійний альбом гурту Nick Cave and the Bad Seeds, представлений 18 квітня 1994 року під лейблом Mute Records. У травні 2015 року альбом отримав срібну сертифікацію від British Phonographic Industry, а також став «золотим» в Австралії.

## Список пісень
| #     | Назва                      | Тривалість |
| ----- | -------------------------- | ---------- |
| 1.    | «Do You Love Me?»          | 5:56       |
| 2.    | «Nobody's Baby Now»        | 3:52       |
| 3.    | «Loverman»                 | 6:21       |
| 4.    | «Jangling Jack»            | 2:47       |
| 5.    | «Red Right Hand»           | 6:10       |
| 6.    | «I Let Love In»            | 4:14       |
| 7.    | «Thirsty Dog»              | 3:48       |
| 8.    | «Ain't Gonna Rain Anymore» | 3:46       |
| 9.    | «Lay Me Low»               | 5:08       |
| 10.   | «Do You Love Me? (Part 2)» | 6:12       |
| 48:18 |                            |            |

## Чарти
| Чарт (1994)                                          | Найвища позиція |
| ---------------------------------------------------- | --------------- |
| Австралія Australian Albums (ARIA)                   | 8               |
| Австрія Austrian Albums (Ö3 Austria)                 | 14              |
| Нідерланди Dutch Albums (MegaCharts)                 | 57              |
| German Albums Chart                                  | 34              |
| Нова Зеландія New Zealand Albums (Recorded Music NZ) | 35              |
| Норвегія Norwegian Albums (VG-lista)                 | 18              |
| Швеція Swedish Albums (Sverigetopplistan)            | 10              |
| Швейцарія Swiss Albums (Schweizer Hitparade)         | 43              |
| UK Albums Chart                                      | 12              |

## Сертифікації
| Регіон                                                                                          | Сертифікація | Продажі |
| ----------------------------------------------------------------------------------------------- | ------------ | ------- |
| Австралія (ARIA)                                                                                | Золотий      | 35 000^ |
| Велика Британія (BPI)                                                                           | Срібний      | 60 000* |
| *продажі, що базуються лише на сертифікаціях ^відвантаження, що базуються лише на сертифікаціях |              |         |